# Torpeda Mark V
Mark V (oryginalnie: Whitehead 5,2m x 45cm Mark V) – amerykańska torpeda kalibru 450 mm. Pierwsza torpeda nabyta przez US Navy od zagranicznego dostawcy. Dla amerykańskiej marynarki produkowane były przez Whitehead Company w Weymouth w Wielkiej Brytanii oraz – na licencji – przez Torpedo Station w Stanach Zjednoczonych. 580 zamówionych w 1908 roku torped, weszło do służby w United States Navy około 1910 roku. Torpeda zakupiona jako Whitehead 5,2m x 45cm Mark V, jednak w 1913 roku w ramach ogólnej retrospektywnej reklasyfikacji amerykańskich torped, zmieniono jej nazwę na Mark V.